# Joelle
Joelle Mia Renee Joelle, som är mest känd under artistnamnet  Joelle, född 1998, är en skådespelerska och sångerska. Hon gjorde sin filmdebut i Dune (2021). Hon medverkade senare i Paul Feigs originalfilm The School for Good and Evil på Netflix. Hon har även en roll i andra säsongen av MGM+ och Skys serie Domina som Vipsania. Dessutom spelar hon Joiya Byir i Amazon Studios TV-serie Sagan om Drakens återkomst.

## Biografi

### Uppväxt och tidig karriär
I tidiga tonåren blev Joelle rekommenderad till sångcoachen Peggy Still Johnson, en styrelsemedlem för Recording Academys Atlanta Chapter. Rekommendationen kom från den Grammy-belönade mixaren Phil Tan. Senare fick Joelle sångcoachning av Daniel Thomas, tidigare körledare för London Community Gospel Choir.
Joelle gjorde sina första mediaframträdanden som 13-åring. Hon uppmärksammade då mobbningsfrågor på ABC News i USA och i brittisk nationell TV. TV-framträdandena följde efter omfattande pressbevakning av hennes hemmagjorda musikvideo "Big in LA", som hon hade laddat upp på YouTube. "Big in LA" nominerades till en Golden Trellick Award vid Portobello Film Festival 2013 i London. Videon vann även priset för bästa musikvideo vid den nionde upplagan av LA Femme International Film Festival i Los Angeles.
Under tonåren byggde Joelle upp journalistisk erfarenhet. Hon agerade värd under videointervjuer i nationella och oberoende medier med personligheter som Dave Filoni, Mark Hamill och Andy Serkis. År 2017 filmade Joelle sig själv framför en rad T-shirts hängda i en färgsekvens som liknade en regnbåge. Samtidigt framförde hon en liveversion av låten "True Colors". Videon lades upp på Facebook och blev viral med över fyra miljoner visningar.

### Fortsatt karriär
År 2019 regisserade Joelle sin första kortfilm, Cover Up. Filmen innehöll originalinspelningar skapade i samarbete med den Oscarnominerade låtskrivaren Diane Warren, som skrev text och musik.
År 2021 gjorde Joelle sin långfilmsdebut i Denis Villeneuves Dune. Hon medverkade senare även i Dune: Part Two (2024). År 2022 spelade Joelle karaktären Joelle i Paul Feigs Netflix-originalfilm The School for Good and Evil.
Deadline meddelade i december 2022 att Joelle skulle gå med i skådespelarna för MGM+ och Skys Domina. Där spelar hon Vipsania, Tiberius hustru. I en intervju berättade Joelle att serien fokuserar på uppgången och fallet för "ett av historiens största imperier". Hon gav kontrasterande kommentarer om att samhället förvisso var avancerat för sin tid, samtidigt som grymheten var "otrolig".
Den 13 maj 2023 tillkännagavs att Joelle skulle medverka i säsong 2 och 3 av den amerikanska TV-serien Drakens återkomst som Joiya Byir. Karaktären bekräftades senare vara en “Aes Sedai” från “the Grey Ajah”, som var skicklig inom politisk manipulation och förhandling, samt kopplad till undervisning av så kallade “Novices” och “Accepted”.

### Kampanj för medvetenhet om alopeci (håravfall)
Joelle fick diagnosen alopecia universalis vid 8 års ålder. Hon är ambassadör för den brittiska välgörenhetsorganisationen Alopecia UK. I en BBC-sändning 2017 uttalade Joelle att hon inte tror att hon skulle vara den person hon är idag utan sin sjukdom, och att hon är tacksam för det.
I en artikel i Evening Standard 2022 beskrev Joelle hur hon har blivit bedömd inom underhållningsbranschen, där alopeci historiskt sett har setts som negativt. Joelle sa att hon känner att detta håller på att förändras. Artikeln illustrerades med en bild där Joelle visas med hår på ena halvan och utan hår på andra halvan. Bilden är en obeskuren version av en kampanjaffisch som Joelle publicerade online 2018. Originalet innehöll texten "Jag ser samma person på varje sida av bilden, gör du?"

## Filmografi

### Film
| År   | Titel                        | Roll                     | Anteckningar | Ref.   |
| ---- | ---------------------------- | ------------------------ | ------------ | ------ |
| 2019 | Cover Up                     |                          | Kortfilm     | [ 42 ] |
| 2021 | Dune                         | Tjänarinna till friherre |              | [ 43 ] |
| 2022 | The School for Good and Evil | Joelle                   |              | [ 44 ] |
| 2024 | Dune: Part Two               | Tjänarinna till friherre |              | [ 45 ] |

### TV
| År   | Titel                      | Roll       | Anteckningar | Ref.   |
| ---- | -------------------------- | ---------- | ------------ | ------ |
| 2023 | Domina                     | Vipsania   | Säsong 2     | [ 46 ] |
| 2023 | Sagan om Drakens återkomst | Joiya Byir | Säsong 2     | [ 47 ] |
| 2025 | Sagan om Drakens återkomst | Joiya Byir | Säsong 3     | [ 48 ] |